# Askja
Az Askja rétegvulkán Izlandon.
A területet csak a nyári hónapokban lehet megközelíteni. A Vatnajökull esőárnyékában fekszik, évente csak 450 mm csapadék hullik a környékre. Az Apollo-program során a területet az űrhajósok kiképzésére használták, mert azt feltételezték, hogy az itteni körülmények nagyon hasonlítanak a Holdon tapasztalhatóhoz.

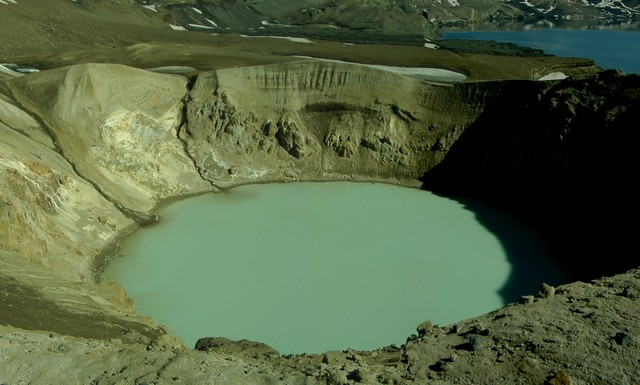
Víti

Az Askja 1875-ös kitörésekor egy 50 km² területű kaldera keletkezett. A kitörés nyomán a környéket vastag horzsakőszőnyeg borította be. Ezen kitörés alkalmával egy kis kürtő is keletkezett, amit ma víz tölt ki. Ennek neve Víti, ami izlandiul poklot jelent. A vize kénes és zavaros, viszont meleg, fürdésre alkalmas. 30 évvel később, 1905-ben újabb kitöréssel jelentkezett a vulkán. Ekkor a már meglévő kaldera mélyén egy beomlásnak köszönhetően egy 11 km²-es krátertó, az Öskjuvatn keletkezett. Ennek vize hideg, kék és kristálytiszta.